# Masters de Roma 1993
El Abierto de Italia 1993 fue la edición del 1993 del torneo de tenis Masters de Roma. El torneo masculino fue un evento de los Super 9 1993 y se celebró desde el 3 de mayo hasta el 9 de mayo.  El torneo femenino fue un evento de la Tier I 1993 y se celebró desde el 10 de mayo hasta el 17 de mayo.

## Campeones

### Individuales Masculino
Jim Courier vence a  Goran Ivanišević, 6–1, 6–2, 6–2

### Individuales Femenino
Conchita Martínez vence a  Gabriela Sabatini, 7–5, 6–1

### Dobles Masculino
Jacco Eltingh /  Paul Haarhuis vencen a  Wayne Ferreira /  Mark Kratzmann, 6–4, 7–6

### Dobles Femenino
Jana Novotná /  Arantxa Sánchez Vicario vencen a  Mary Joe Fernández /  Zina Garrison-Jackson, 6–4, 6–2